# Spathelia coccinea
Spathelia coccinea là một loài thực vật thuộc họ Rutaceae. Đây là loài đặc hữu của Jamaica. Chúng hiện đang bị đe dọa vì mất môi trường sống.